# 펠릭스 마가트
볼프강-펠릭스 마가트(독일어: Wolfgang-Felix Magath, 1953년 7월 26일 아샤펜부르크 ~)는 독일의 전 축구 선수이자 현 지도자이다. 선수 시절 포지션은 미드필더였다.

## 선수 경력
아샤펜부르크 근교 출신으로, 마가트는 인근 클럽 빅토리아 아샤펜부르크에서 축구를 시작하였다. 1974 ~ 1976년에는 당시 2부리그 팀인1. FC 자르브뤼켄에 있었다. 그 후 1부 리그의 함부르거 SV로 둥지를 옮겼다.
그는 그 후 10년간 함부르거 SV의 선수로 지냈다. 1976년 클럽 데뷔부터 은퇴 시기까지 그는 1부리그 경기에 306경기 출장하여 46번 득점하였다.
1983년, 마가트는 유러피언 컵 우승으로 이끌었다. 그는 유벤투스 FC와의 결승전에서 1-0 결승골을 뽑아내었다. 1980-81 시즌에는 시즌 최다골인 10득점을 성공시켰고, 팀은 리그 2위로 마쳤다. 그 외 시즌에는 함부르크가 리그 우승을 3회 하였다.
그는 1982년 FIFA 월드컵과 1986년 FIFA 월드컵을 포함하여 독일의 국제대회 경기에도 출전하였지만, 두 번 모두 준우승에 그쳤다. 마가트는 2-1로 승리한 유고슬라비아전에서 데뷔하였고, 그 후 통산 43경기 출장과 3골의 기록을 세웠다.

## 감독 경력
선수 은퇴 후, 1995년 그는 함부르거 SV를 시작으로 감독직에 입문하였다. 그는 1996-97 시즌 이후 경질되었다.
아인트라흐트 프랑크푸르트에서의 성공은, 분데스리가내의 명성을 들어올렸고 VfB 슈투트가르트의 감독이 되었다. 그는 그 후 2004년 7월 1일에 FC 바이에른 뮌헨의 감독으로 취임하였다. 첫 시즌 리그와 컵 더블을 이룩하였고, 이듬해에도 같은 업적을 이루었는데, 이는 독일 축구 역사상 최초였다.
그러나, 2006-07시즌의 부진한 시작과 4등으로 리그를 마감하여 UEFA 챔피언스리그에 진출하지 못한 뮌헨은 2007년 1월 31일 그를 경질하였다. 같은 해 6월 VfL 볼프스부르크는 그와 계약을 하였고, UEFA 컵 2008-09와 이듬 해 최초로 UEFA 챔피언스리그 진출권을 획득하였다.
2006년 8월 7일, 마가트는 2010년 FIFA 월드컵 예선을 앞두고 푸에르토리코 축구 협회로부터 감독직을 제안받았다. 그러나, 나중에 이 제안은 무산되었고, 2008-09시즌이 끝날 무렵에 2009년 7월 1일부터 유효한 FC 샬케 04의 감독직과 이사장직을 4년간 맡을 계약서에 서명하였다.
2011년 3월 16일, 샬케는 마가트를 경질하였다. 하루 뒤, 그는 첫 우승을 이끌었던 VfL 볼프스부르크의 감독으로 복귀하였다. 하지만 괴팍한 성격과 강압적인 선수 장악은 여전했고 2012-13시즌 초 FC 바이에른 뮌헨 원정 0-3 패배 후, 러닝을 마친 선수들에게 "물 마실 자격도 없다"라며 음료를 주지 않아 마찰을 빚기도 했다. 이후 선수들의 정신력과 유대감을 다잡기 위한 조치였다고 해명했지만, 선수단의 불만은 가시지 않았다. 2012년 10월 25일, 독일 언론에서 펠릭스 마가트가 성적 부진을 이유로 볼프스부르크에서 경질당했다고 보도했다. 마가트가 경질된 후 포르투나 뒤셀도르프와의 경기에서 VfL 볼프스부르크는 4-1로 대승을 거두었고, 경기 직후 디에구는 독일 일간지 빌트를 통해 "우린 정말 즐겁다. 모든 선수들이 자유롭다. 우린 90분을 즐겼고, 우리가 행복한 것처럼 우리의 전 코치도 행복해지길 바란다"라며 마가트 전 감독이 경질된 상황을 즐기고 있다고 말했다.
2014년 2월 15일, 그는 풀럼 FC의 감독에 선임되었다. 계약 기간은 1년 6개월이다. 하지만 풀럼의 강등을 막지 못했고, 풋볼 리그 챔피언십에서도 부진한 출발을 보여 2014년 9월 19일 풀럼의 감독직에서 경질당했다.

### 명성
감독으로써, 마가트는 강인한 정신과 신체 단련에 기초한 강도 높은 훈련으로 많은 이들로 호평을 받았다. 선수들은 "사담" (사담 후세인과 비슷한 외모), 혹은 "크밸릭스"(Quälix, 이름 "Felix"와 괴롭히다 라는 뜻을 지닌 "quälen"의 합성어) 라는 별명을 지었다.

## 통계

### 클럽
| 클럽 경력 | 클럽 경력        | 클럽 경력    | 리그 | 리그 | 컵       | 컵       | 클럽대항전 | 클럽대항전 | 합계 | 합계 |
| 시즌      | 클럽             | 리그         | 출장 | 골   | 출장     | 골       | 출장       | 골         | 출장 | 골   |
| 독일      | 독일             | 독일         | 리그 | 리그 | DFB-포칼 | DFB-포칼 | 유럽대항전 | 유럽대항전 | 합계 | 합계 |
| --------- | ---------------- | ------------ | ---- | ---- | -------- | -------- | ---------- | ---------- | ---- | ---- |
| 1974-75   | 1. FC 자르브뤼켄 | 2 분데스리가 | 38   | 12   |          |          |            |            |      |      |
| 1975–76   | 1. FC 자르브뤼켄 | 2 분데스리가 | 38   | 17   |          |          |            |            |      |      |
| 1976–77   | 함부르거 SV      | 분데스리가   | 30   | 1    |          |          |            |            |      |      |
| 1977–78   | 함부르거 SV      | 분데스리가   | 33   | 4    |          |          |            |            |      |      |
| 1978–79   | 함부르거 SV      | 분데스리가   | 21   | 4    |          |          |            |            |      |      |
| 1979–80   | 함부르거 SV      | 분데스리가   | 32   | 5    |          |          |            |            |      |      |
| 1980–81   | 함부르거 SV      | 분데스리가   | 33   | 10   |          |          |            |            |      |      |
| 1981–82   | 함부르거 SV      | 분데스리가   | 28   | 8    |          |          |            |            |      |      |
| 1982–83   | 함부르거 SV      | 분데스리가   | 34   | 4    |          |          |            |            |      |      |
| 1983–84   | 함부르거 SV      | 분데스리가   | 34   | 5    |          |          |            |            |      |      |
| 1984–85   | 함부르거 SV      | 분데스리가   | 32   | 3    |          |          |            |            |      |      |
| 1985–86   | 함부르거 SV      | 분데스리가   | 29   | 2    |          |          |            |            |      |      |
| 합계      | 독일             | 독일         | 382  | 75   |          |          |            |            |      |      |
| 경력 합계 | 경력 합계        | 경력 합계    | 382  | 75   |          |          |            |            |      |      |

### 국가대표팀
| 독일 축구 국가대표팀 | 독일 축구 국가대표팀 | 독일 축구 국가대표팀 |
| 연도                 | 출장                 | 골                   |
| -------------------- | -------------------- | -------------------- |
| 1977                 | 2                    | 0                    |
| 1978                 | 0                    | 0                    |
| 1979                 | 0                    | 0                    |
| 1980                 | 6                    | 1                    |
| 1981                 | 11                   | 1                    |
| 1982                 | 5                    | 0                    |
| 1983                 | 0                    | 0                    |
| 1984                 | 2                    | 0                    |
| 1985                 | 8                    | 1                    |
| 1986                 | 9                    | 0                    |
| 합계                 | 43                   | 3                    |

## 수상

### 선수
함부르거 SV
- 푸스볼-분데스리가:1978-79, 1981-82, 1982-83
- 유러피언 컵:1982-83
- UEFA 컵 위너스 컵:1976-77
- UEFA 슈퍼컵 준우승:1977, 1983
- UEFA 컵 준우승:1981-82

국가대표팀
- UEFA 유럽 축구 선수권 대회:1980
- FIFA 월드컵 준우승:1982, 1986

### 감독
VfB 슈투트가르트
- UEFA 인터토토컵:2002

FC 바이에른 뮌헨
- 푸스볼-분데스리가:2004-05, 2005-06
- DFB-포칼:2004-05, 2005-06
- 리가포칼:2004

VfL 볼프스부르크
- 푸스볼-분데스리가:2008-09

## 사생활
마가트는 아샤펜부르크의 전 푸에르토리코인 미군기지에서 근무하던 아버지와 독일인 어머니 사이에서 태어났다. 아버지는 그와 어머니를 두고 1954년 고향으로 돌아갔다. 15살 때, 마가트는 아버지에 대해 알게 되었고, 그는 푸에르토리코의 아버지에 편지를 썼다. 1999년, 그는 푸에르토리코를 방문하였고, 그의 아버지를 만났다. 그 후로 그는 아버지를 매년마다 2번씩 만나게 되었다.